# مسجد خلجاء هفشجان
مسجد خلج ها هفشجان یا مسجد قلعه مربوط به دوره قاجار است و در شهرستان شهرکرد، بخش مرکزی، شهر هفشجان، خیابان امام حسین واقع شده و این اثر در تاریخ ۱۲ شهریور ۱۳۸۶ با شمارهٔ ثبت ۱۹۴۹۷ به‌عنوان یکی از آثار ملی ایران به ثبت رسیده است.